# 恩格爾伍德 (佛羅里達州)
恩格爾伍德（英語：Englewood）是位於美國佛羅里達州夏洛特縣的一個人口普查指定地區。

## 地理
恩格爾伍德的座標為26°57′47″N 81°21′07″W / 26.96306°N 81.35194°W，而該地最高點為海拔高度3米（即10英尺）。

## 人口
根據2010年美國人口普查的數據，恩格爾伍德的面積為33.80平方千米，當中陸地面積為25.40平方千米，而水域面積為8.40平方千米。當地共有人口14863人，而人口密度為每平方千米439人。